# Liste des îles du Yémen
Cet article est une liste des îles du Yémen.
Les îles du Yémen comprennent l'archipel de Socotra dans le nord de l'océan Indien, qui fait partie de l' Afrique, ainsi que les îles du golfe d'Aden et de la mer Rouge au large de la péninsule arabique, qui font partie de l' Asie.

## Par ordre alphabétique

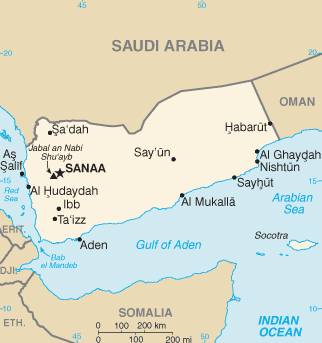
Carte du Yémen

Carte de l'archipel de Socotra

- Abd al Kuri
- Île Al Bodhi
- Île Antufash
- Darsah
- Îles Hanish
- Île Qana
- Île Kamaran
- Périm
- Samhah
- Socotra
- Djébel Teir
- Jebel Zubair
- Île Zoukour